# BMW Touring
BMW Touring er betegnelsen for det tyske bilmærke BMW's stationcarmodeller. 
Modellerne findes både som personbil med 5 siddepladser og hvide nummerplader og som varebil med 2 siddepladser og gule nummerplader, og råder over næsten samme motorprogram som sedanmodellerne.
Touring-modellerne blev i 3-serien introduceret i 1987 med E30-platformen, og i 5-serien i 1991 med E34-platformen.
Første gang Touring-begrebet blev introduceret, var dog i 1971 med hatchbacken BMW 02.